# Tchouhouïv
Tchouhouïv (en ukrainien : Чугуїв, en russe : Чугуев, Tchougouïev) est une ville de l'oblast de Kharkiv, en Ukraine, et le centre administratif du raïon de Tchougouïv. Sa population s'élevait à 30 000 habitants en 2024.

## Géographie

### Situation
Tchouhouïv est arrosée par la rivière Donets, principal affluent du fleuve Don, et se trouve à 37 km au sud-est de Kharkiv et à 445 km à l'est-sud-est de Kiev. Elle jouxte au nord-est la commune urbaine de Kotchetok, et sud-est celle de Malynivka, chacune de part et d'autre de la rivière Donets, respectivement en amont, puis en aval.

### Transports
Tchouhouïv se trouve sur la route européenne 40 (Calais-Astrakhan), qui correspond ici à la route ukrainienne M-03.

## Histoire

### Origine
La première mention de Tchouhouïv remonte à 1627. Au milieu du XVIIe siècle, la ville devient une ville de garnison. En 1780, Tchouhouïv reçoit le droit de cité.

### XXesiècle
Entre la fin de la guerre civile russe et la Seconde Guerre mondiale, l'Armée rouge y possède une école d'artillerie.
Après la Seconde Guerre mondiale, les forces aériennes soviétiques y disposent d'une très importante base, qui est encore en activité pour le compte de la force aérienne ukrainienne. Elle sert notamment à expérimenter de nouveaux systèmes d'armes.

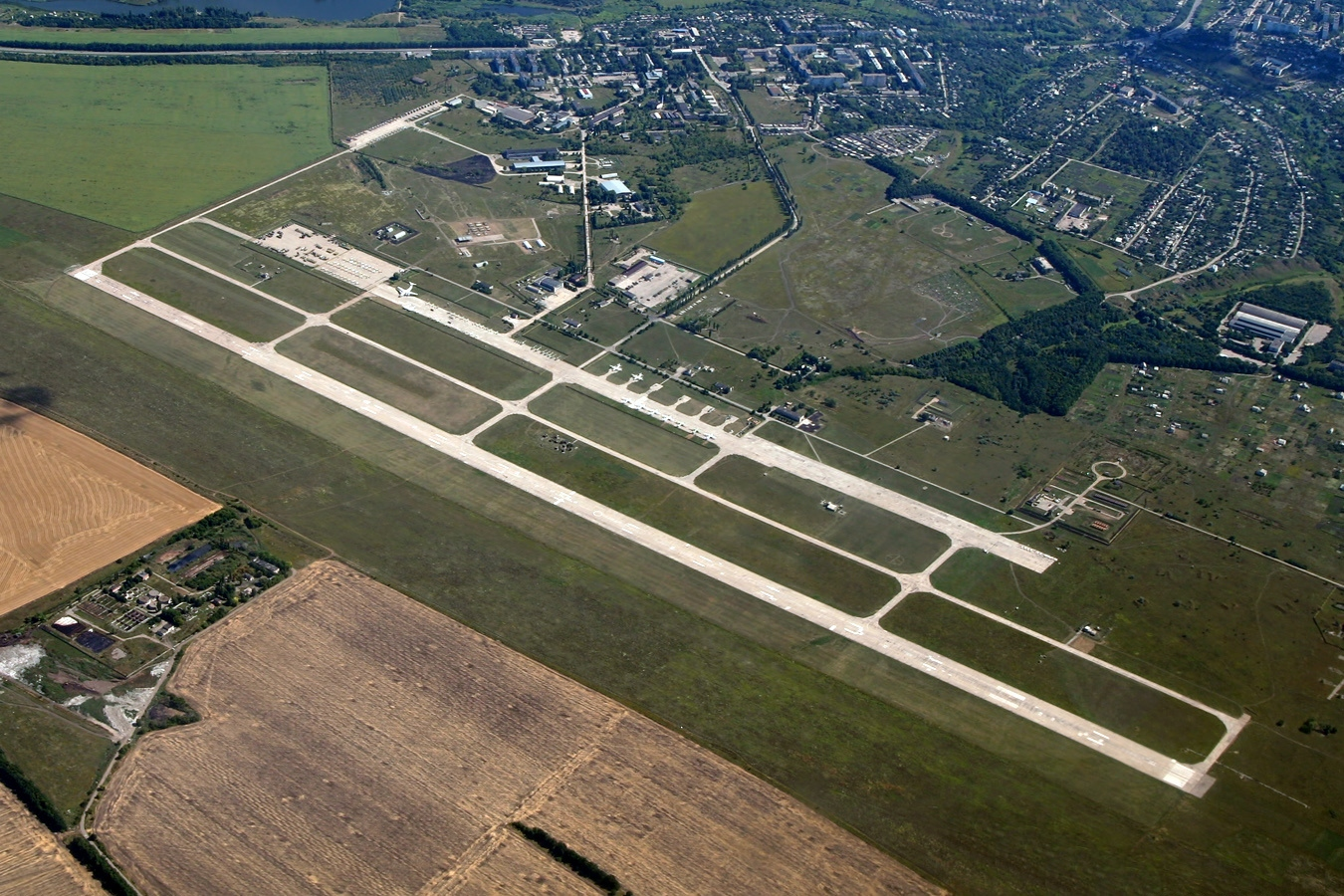
La base aérienne.

### XXIesiècle

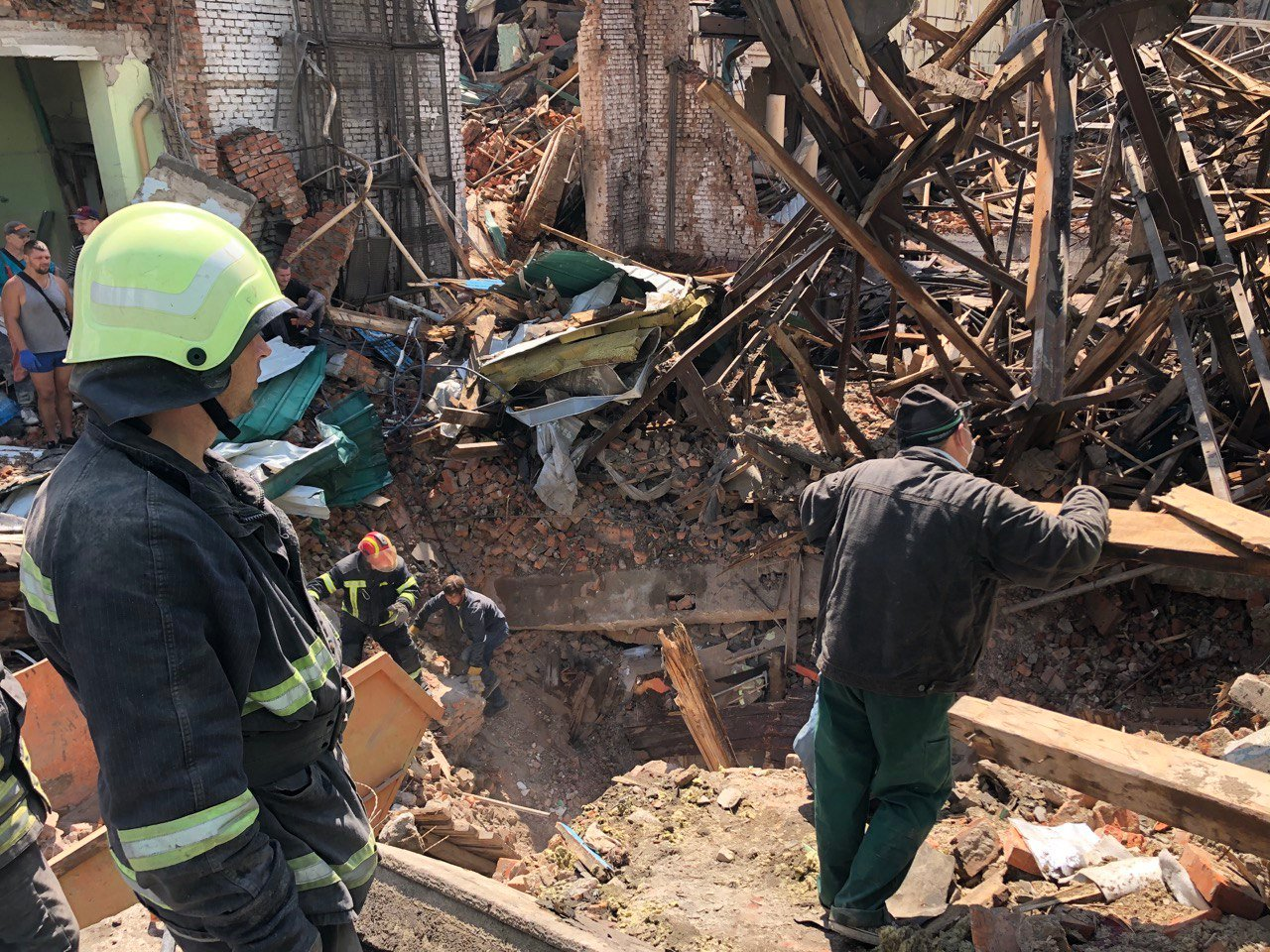
Destruction de la maison de la culture le 25 juillet 2022.

Dans le cadre de l'invasion russe de l'Ukraine, un bâtiment résidentiel a été touché par les forces russes le 24 février 2022. En conséquence, un garçon de 14 ans a été tué. La ville a été occupée par les troupes russes, 6e armée et 20e armée, du 25 février au 7 mars 2022.

## Population
Recensements ou estimations de la population :
| 1897*  | 1923*  | 1926*  | 1939*  |
| ------ | ------ | ------ | ------ |
| 12 592 | 11 842 | 13 311 | 18 074 |

| 1959*  | 1970*  | 1979*  | 1989*  |
| ------ | ------ | ------ | ------ |
| 22 657 | 24 733 | 32 128 | 36 543 |

| 2001*  | 2012   | 2013   | 2014   |
| ------ | ------ | ------ | ------ |
| 36 789 | 32 327 | 32 279 | 32 379 |

| 2015   | 2016   | 2017   | 2018   |
| ------ | ------ | ------ | ------ |
| 32 442 | 32 416 | 32 454 | 32 263 |

| 2019   | 2020   | 2021   | - |
| ------ | ------ | ------ | - |
| 31 993 | 31 861 | 31 575 | - |

## Personnalités
- Ilia Répine (1844-1930), artiste-peintre.
- Sergueï Volkov (né en 1973), cosmonaute russe.
- Elena Volkova (1915–2013) artiste-peintre.